# Ботаника (группа)
Ботаника — музыкальный коллектив.

## История
Музыкальная группа «Ботаника» образована в 2000 году. Лидер группы и автор большинства песен — Эдуард Боровлев-Хорошилов (Тихон), также автором ряда песен является Александр Евдокимов. Получила известность благодаря песне «Под Луганском родился…» включенной в саундтрек к фильму «Бумер». Композиция «Душа летела», была включена в саундтрек ко второй части фильма «Бумер». Участник нескольких фестивалей «Нашествие».

## Состав
- Эдуард «Тіхон» Боровлев-Хорошилов — автор песен, вокал, гитара.
- Михаил «Міха» Мерзликин — клавишные, гитара, аранжировки.
- Александр Евдокимов — автор песен, вокал, гитара.

«Ботаника» стала известна после включения их песни «Под Луганском» в фильм «Бумер». Выступление Ботаники с этой песней открывало концертную программу XXV Московского Международного Кинофестиваля.
В дальнейшем их музыкальные композиции попадают в «Бумер-2», сериал «Солдаты», 11 песен взяли в сериал канала «Муз-ТВ» «Любовь — не шоу-бизнес».
Сами музыканты называют свой стиль — «городская серенада», хотя кто- то из журналистов уже успел наградить «Ботанику» эпитетом «причёсанный панк».
В основе музыки лежит частушка, русская народная песня и знание мировой классики.

## Дискография

### Альбомы
- 1989 — Тачанки с Юга
- 2003 — Сады Семирамиды
- 2003 — Зацелованный мужик (укороченный вариант «Сады Семирамиды»)
- 2005 — Матаня
- 2008 — Казбек папирос
- 2008 — Live
- 2011 — Лицо Командира (совместно с «Запрещёнными Барабанщиками»)
- 2013 — Любовь